# Martin Balsam

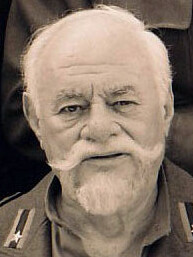
Martin Balsam (1995) am Set von Unknown Soldier

Martin Henry Balsam (* 4. November 1919 in New York; † 13. Februar 1996 in Rom) war ein US-amerikanischer Schauspieler. Zwischen den 1950er und 1970er Jahren spielte er profilierte Charakterrollen in einigen Filmklassikern, darunter Die zwölf Geschworenen, Psycho und Frühstück bei Tiffany. Für seinen Auftritt in Tausend Clowns wurde er 1966 mit dem Oscar als Bester Nebendarsteller ausgezeichnet.

## Leben und Karriere
Martin Balsam wurde als Sohn des Damenmoden-Verkäufers Albert Balsam und dessen Frau Lillian Weinstein in der New Yorker Bronx geboren. Einige Quellen gaben auch das Geburtsjahr 1914 an, diese gelten jedoch inzwischen als widerlegt. Er diente im Zweiten Weltkrieg und wurde 1947 im Actors Studio von Lee Strasberg aufgenommen, an dem er unter dem berühmten Schauspiellehrer und Regisseur Elia Kazan studierte. Seine Mitstudenten waren unter anderem Marlon Brando und Rod Steiger.
1954 erhielt Martin Balsam von seinem ehemaligen Schauspiellehrer Kazan in dessen Film Die Faust im Nacken seine erste Filmrolle. 1957 machte er als gutmütiger, aber überforderter Juryvorsteher der zwölf Geschworenen in dem gleichnamigen Filmklassiker auf sich aufmerksam. Seine vielleicht bekannteste Rolle spielte er 1960 in Psycho, in dem er als Privatdetektiv Arbogast einer klassischen Messerattacke zum Opfer fällt. Ab Mitte der 1950er Jahre trat er in vielen bekannten Filmen als Charakterdarsteller in prägnanten Nebenrollen auf. Er spielte einen Hollywood-Produzenten in Frühstück bei Tiffany (1961) und verkörperte einen Polizeichef in Ein Köder für die Bestie (1962). Balsam war auch in Sieben Tage im Mai (1964), Man nannte ihn Hombre (1967), Catch-22 – Der böse Trick (1970), Stoppt die Todesfahrt der U-Bahn 123 (1974) und Mord im Orient-Expreß (1974) zu sehen. 1976 spielte Balsam einen leitenden Redakteur der Washington Post in dem Watergate Film Die Unbestechlichen. Zu seinen Hauptrollen zählt die des Husband E. Kimmel im Kriegsfilm Tora! Tora! Tora! (1970).
In den 1970er Jahren war Martin Balsam ein bevorzugter Darsteller im italienischen Film und spielte zum Beispiel 1971 einen Mafia-Ermittler in dem bekannten Politthriller Der Clan, der seine Feinde lebendig einmauert. Später trat er regelmäßig als Fernsehschauspieler in Erscheinung. Während seiner über 40-jährigen Karriere war Balsam in fast 170 Kino- und Fernsehfilmen zu sehen.
Ab 1952 war Balsam dreimal verheiratet. Er hinterließ drei Kinder; seine Tochter Talia Balsam aus der Ehe mit der Schauspielerin Joyce Van Patten ist ebenfalls Schauspielerin. Balsam starb überraschend in seinem Hotelzimmer in Rom, als er sich dort zu Dreharbeiten aufhielt.

## Filmografie (Auswahl)
- 1944: Winged Victory
- 1954: Die Faust im Nacken (On the Waterfront)
- 1955: Valiant Lady (Fernseh-Seifenoper, 246 Folgen)
- 1957: Die zwölf Geschworenen (12 Angry Men)
- 1957: Wenn Männer zerbrechen (Time Limit)
- 1958: Die Liebe der Marjorie Morningstar (Marjorie Morningstar)
- 1958: Vater ist der Beste (Father Knows Best, Fernsehserie, Folge 4x32)
- 1958/1961: Alfred Hitchcock präsentiert (Alfred Hitchcock Presents, Fernsehserie, 2 Folgen)
- 1959: Tausend Meilen Staub (Rawhide, Fernsehserie, Folge 1x02)
- 1959: Al Capone
- 1959: Mitten in der Nacht (Middle of the Night)
- 1959–1962: Gnadenlose Stadt (Naked City, Fernsehserie, 5 Folgen)
- 1959/1963: Twilight Zone (The Twilight Zone, Fernsehserie, 2 Folgen)
- 1960: Psycho
- 1960: Der Weg zurück (Tutti a casa)
- 1961: Ada Dallas (Ada)
- 1961: Frühstück bei Tiffany (Breakfast at Tiffany’s)
- 1961/1962: Die Unbestechlichen (The Untouchables, Fernsehserie, 2 Folgen)
- 1961–1964: Preston & Preston (The Defenders, Fernsehserie, 4 Folgen)
- 1962: Ein Köder für die Bestie (Cape Fear)
- 1962–1966: Dr. Kildare (Fernsehserie, 7 Folgen)
- 1963: Wer hat in meinem Bett geschlafen? (Who’s Been Sleeping in My Bed?)
- 1964: Sieben Tage im Mai (Seven Days in May)
- 1964: Die Unersättlichen (The Carpetbaggers)
- 1964: Ein Mann kam nach New York (Youngblood Hawke)
- 1965: Solo für O.N.C.E.L. (The Man from U.N.C.L.E., Fernsehserie, Folge 1x29)
- 1965: Die Welt der Jean Harlow (Harlow)
- 1965: Zwischenfall im Atlantik (The Bedford Incident)
- 1965: Tausend Clowns (A Thousand Clowns)
- 1966: Jagt den Fuchs! (After the Fox)
- 1967: Auf der Flucht (The Fugitive, Fernsehserie, Folge 4x20)
- 1967: Man nannte ihn Hombre (Hombre)
- 1969: Ich, Natalie (Me, Natalie)
- 1969: Die Letzten vom Red River (The Good Guys and the Bad Guys)
- 1970: Die Jagd beginnt (Hard Frame, Fernsehfilm)
- 1970: Catch-22 – Der böse Trick (Catch-22)
- 1970: Tora! Tora! Tora!
- 1970: Tod eines Bürgers (The Old Man Who Cried Wolf, Fernsehfilm)
- 1970: Little Big Man
- 1971: Der Clan, der seine Feinde lebendig einmauert (Confessione di un commissario di polizia al procuratore della repubblica)
- 1971: Der Anderson-Clan (The Anderson Tapes)
- 1972: Mordanklage gegen einen Studenten (Imputazione di omicidio per uno studente)
- 1972: Allein gegen das Gesetz (Il vero e il falso)
- 1973: Der Sechs-Millionen-Dollar-Mann (The Six Million Dollar Man, Fernsehfilm)
- 1973: Ein Mann geht über Leichen (The Stone Killer)
- 1973: Im Dutzend zur Hölle (Il consigliori)
- 1973: Sommerwünsche – Winterträume (Summer Wishes, Winter Dreams)
- 1974: Stoppt die Todesfahrt der U-Bahn 123 (The Taking of Pelham One Two Three)
- 1974: Kojak – Einsatz in Manhattan (Kojak, Fernsehserie, Folge 2x11)
- 1974: Mord im Orient-Expreß (Murder on the Orient Express)
- 1975: Korruption im Justizpalast (Corruzione al palazzo di giustizia)
- 1975: Zwiebel-Jack räumt auf (Cipolla Colt)
- 1975: Mitchell
- 1975: Die wilde Meute (Il tempo degli assassini)
- 1976: Die Entführung des Lindbergh-Babys (The Lindbergh Kidnapping Case, Fernsehfilm)
- 1976: Die Unbestechlichen (All the President’s Men)
- 1976: Tote pflastern seinen Weg (Pronto ad uccidere)
- 1976: Höllenhunde bellen zum Gebet (Con la rabbia agli occhi)
- 1976: Zwei Minuten Warnung (Two-Minute Warning)
- 1976: …die keine Gnade kennen (Raid on Entebbe, Fernsehfilm)
- 1977: Hexensabbat (The Sentinel)
- 1977: Silber, Banken und Ganoven (Silver Bears)
- 1977: Das Cherry-Street-Fiasko (Contract on Cherry Street, Fernsehfilm)
- 1978: Judy Garland – Lehrjahre eines Hollywood-Stars (Rainbow, Fernsehfilm)
- 1978: Der Angriff kommt aus dem All, und auf der Erde herrscht Terror (Occhi dalle stelle)
- 1979: Das Haus in der Garibaldistraße (The House on Garibaldi Street, Fernsehfilm)
- 1979: Explosion in Cuba (Cuba)
- 1979–1983: Archie Bunker's Place (Fernsehserie, 45 Folgen)
- 1980: Daddy dreht durch (There Goes the Bride)
- 1980: Die tödliche Warnung (L’avvertimento)
- 1981: Der Jean-Harris-Prozess (The People vs. Jean Harris, Fernsehfilm)
- 1981: Kennwort: Salamander (The Salamander)
- 1982: Quincy (Quincy, M.E., Fernsehserie, Folge 7x18)
- 1982: Kleine Gloria – Armes reiches Mädchen (Little Gloria... Happy at Last, Miniserie)
- 1985: Space – Der Mensch greift nach den Sternen (Space, Miniserie, 4 Folgen)
- 1985: St. Elmo’s Fire – Die Leidenschaft brennt tief (St. Elmo’s Fire)
- 1985: Mörder im All (Murder in Space) (Fernsehfilm)
- 1985: Death Wish III – Der Rächer von New York (Death Wish 3)
- 1986: Delta Force (The Delta Force)
- 1986: Geschlechtsumwandlung – I Change My Life (Second Serve, Fernsehfilm)
- 1986: Mord ist ihr Hobby (Murder, She Wrote, Fernsehserie, 2 Folgen)
- 1986–1990: Allein gegen die Mafia (La Piovra, Fernsehserie, 5 Folgen)
- 1987: Brothers in Blood (La sporca insegna del coraggio)
- 1987: Hotel (Fernsehserie, Folge 4x18)
- 1988: Brother from Space (Hermano del espacio) (gedreht 1984)
- 1990: Two Evil Eyes
- 1990: Der Nachtfalke (Midnight Caller, Fernsehserie, Folge 3x03)
- 1991: The Last Match – Der letzte Fight (The Last Match)
- 1991: Kap der Angst (Cape Fear)
- 1994: Das Schweigen der Hammel (The Silence of the Hams)
- 1997: Spirit Dog – Die Fährte des Geisterhundes (Legend of the Spirit Dog)

## Auszeichnungen
- 1964: NBR Award für den besten Nebendarsteller in Die Unersättlichen
- 1966: Oscar als bester Nebendarsteller in Tausend Clowns
- 1966: Golden Laurel für den besten Nebendarsteller in Tausend Clowns
- 1967: Tony Award für seine Darstellung in der Bühneninszenierung von You know I Cant Hear You When the Water’s Running
- 1974: Golden-Globe-Nominierung für die beste Nebenrolle in Sommerwünsche – Winterträume
- 1976: BAFTA-Nominierung für den besten Nebendarsteller in Stoppt die Todesfahrt der U-Bahn 123
- 1977: BAFTA-Nominierung für den besten Nebendarsteller in Die Unbestechlichen
- 1977: Emmy-Nominierung für den Spezialpreis für die beste Nebenrolle in einer Komödie oder in einem Drama in dem Fernsehfilm Raid on Entebbe